# Eleição para governador da Luisiana em 1983
A eleição para governador do estado americano da Luisiana em 1983 foi realizada em 22 de outubro, como candidatos o governador Edwin Edwards (D), o então governador David C. Treen (R), Robert M. Ross (R), Ken "Cousin Ken" Lewis (D), entre outros.
Edwin Edwards foi eleito para governador da Luisiana, derrotando o então governador David C. Treen.

## Resultados

### Primeiro turno
| Candidato a governador(a) | Votos     | Porcentagem |
| ------------------------- | --------- | ----------- |
| Edwin Edwards D           | 1.006.561 | 62,29%      |
| David C. Treen R          | 588.508   | 36,42%      |
| Robert M. Ross R          | 7.625     | 0,47%       |
| Ken "Cousin Ken" Lewis D  | 4.128     | 0,26%       |
| Sam S. Jones D            | 11.847    | 0,76%       |